# Ron de Jonge
Ron de Jonge (3 januari 1953) is een Nederlandse ex-handbaldoelman. 
Hij speelde bij KSV Walcheren in Vlissingen, EMM Middelburg en Hermes Den Haag vanaf 1975. Met deze laatste club behaalde hij in 1979 het landskampioenschap. Ook speelde hij met Hermes meerdere jaren Europa Cup in de Champions Cup, Cup Winners' Cup en IHF Cup. Bij de verkiezing "Handballer van het jaar" was hij diverse keren tweede en derde, maar miste de eerste plaats steeds nipt.
Met het Nederlands handbalteam speelde De Jonge zes wereldkampioenschappen in de B- en C-groep, in Portugal (1976), Oostenrijk (1977) Spanje (1979), Frankrijk (1981), Nederland (1983) en Noorwegen (1985). Hij was zes jaar aanvoerder en was de eerste zaalhandbaldoelman die meer dan 100 keer voor het Nederlands team uitkwam. In totaal speelde hij 106 keer voor het Nederlands team.
De Jonge beëindigde zijn carrière bij Hermes in 1986.
1. 28.12.1974 Hengelo (Nederland): Nederland-België 22-13 (9-6)

2. 29.01.1975 Utrecht (Nederland): Nederland-Israël 18-19 (8-8)

3. 08.02.1975 Groningen (Nederland): Nederland-Oostenrijk 16-16 (9:8)

4. 09.02.1975 Heerhugowaard (Nederland): Nederland-Oostenrijk 15-18 (9-10)

5. 16.04.1975 Alicante (Spanje): Polen-Nederland (Torneo Internacional de España) 17-11 (7-6)

6. 17.04.1975 Alicante (Spanje): Zwitserland-Nederland (Torneo Internacional de España) 17-14 (5-7)

7. 18.04.1975 Alicante (Spanje): West-Duitsland-Nederland (Torneo Internacional de España) 23-16 (13-7)

8. 19.04.1975 Alicante (Spanje): Spanje-Nederland (Torneo Internacional de España) 19-14 (8-3)

9. 03.10.1975 Beverwijk (Nederland): Nederland-Frankrijk (Amsterdam-700) 11-14 (6-4)

10. 05.10.1975 Amsterdam (Nederland): Nederland-Noorwegen (Amsterdam-700)	9-16 (5-10)

11. 17.10.1975 Linz (Oostenrijk): Hongarije-Nederland (Vierländerturnier)	26-12 (12-8)

12. 18.10.1975 Krems (Oostenrijk): West-Duitsland-Nederland (Vierländerturnier) 18-10 (11-2)

13. 19.10.1975 Wien (Oostenrijk): Oostenrijk-Nederland (Vierländerturnier) 15-15 (9-6)

14. 09.11.1975 Thisted (Denemarken): Denemarken-Nederland (OS-kwal. - groep 7) 24-14 (11-6)

15. 29.11.1975 Voorburg (Nederland): Nederland-Spanje (OS-kwal. - groep 7) 12-15 (6-8)

16. 07.02.1976 Heerlen (Nederland): Nederland-Denemarken (OS-kwal. - groep 7) 17-17 (6-9)

17. 21.02.1976 Valladolid (Spanje): Spanje-Nederland (OS-kwal. - groep 7) 24-16 (10-7)

18. 26.11.1976 Lisboa (Portugal): België-Nederland (C-WK - groep A) 13-19 (5-10)

19. 27.11.1976 Danillas de Leiraa (Portugal): Groot-Brittannië-Nederland (C-WK, groep A) 8-36 (4-15)

20. 30.11.1976 Lisboa (Portugal): Zwitserland-Nederland (C-WK, plaats 1-4) 15-16 (5-8)

21. 01.12.1976 Lisboa (Portugal): Finland-Nederland (C-WK, plaats 1-4) 22-21 (8-11)

22. 28.01.1977 Dijon (Frankrijk): Frankrijk-Nederland (Tournoi de France)	20-17 (10-7)

23. 29.01.1977 Nancy (Frankrijk): Polen-Nederland (Tournoi de France) 19-16 (8-8)

24. 25.02.1977 Innsbruck (Oostenrijk): Spanje-Nederland (B-WK, groep D) 25-16 (10-7)

25. 01.03.1977 Linz (Oostenrijk): DDR-Nederland (B-WK, hoofdronde-groep II) 21-13 (11-7)

26. 27.10.1977 Bischofszell (Zwitserland): Zwitserland-Nederland (Albi-Meyer-Cup)	20-11 (9-4)

27. 28.10.1977 Kreuzlingen (Zwitserland): Joegoslavië-Nederland (Albi-Meyer-Cup) 28-15 (13-7)

28. 29.10.1977 Herisau (Zwitserland): Hongarije-Nederland (Albi-Meyer-Cup) 22-20 (14-10)

29. 04.02.1978 Karis-Karjaa (Finland): Finland-Nederland 20-22 (14-14)

30. 05.02.1978 Espoo-Esbo (Finland): Finland-Nederland 20-27 (6-10)

31. 14.04.1978 Doetinchem (Nederland): Nederland-Noorwegen (Vierlandentoernooi) 16-21 (10-12)

32. 15.04.1978 Gouda (Nederland): Nederland-Frankrijk (Vierlandentoernooi) 21-27 (11-14)

33. 16.04.1978 Arnhem (Nederland): Nederland-Zwitserland (Vierlandentoernooi) 17-29 (7-14)

34. 15.09.1978 Hollabrunn (Oostenrijk): DDR-Nederland (Turnier der Nationen) 23-14 (14-5)

35. 16.09.1978 Wien Oberlaa (Oostenrijk): Oostenrijk-Nederland (Turnier der Nationen) 23-17 (12-8)

36. 17.09.1978 Wien Oberlaa (Oostenrijk): Italië-Nederland (Turnier der Nationen) 16-23 (10-10)

37. 07.11.1978 Debrecen (Hongarije): Roemenië-Nederland (Debrecen Kupa) 24-17 (11-8)

38. 08.11.1978 Debrecen (Hongarije): Hongarije-Nederland (Debrecen Kupa) 28-17 (13-7)

39. 10.11.1978 Debrecen (Hongarije): Polen-Nederland (Debrecen Kupa) 30-22 (13-13)

40. 11.11.1978 Debrecen (Hongarije): Bulgarije-Nederland (Debrecen Kupa) 15-20 (8-7)

41. 12.11.1978 Debrecen (Hongarije): Sovjet-Unie-Nederland (Debrecen Kupa) 30-21 (17-11)

42. 13.01.1979 Sofia (Bulgarije): Hongarije-Nederland (Serdika-Cup) 31-15 (12-7)

43. 14.01.1979 Sofia (Bulgarije): Bulgarije-Nederland (Serdika-Cup) 24-19 (15-8)

44. 23.02.1979 Zaragoza (Spanje): Oostenrijk-Nederland (B-WK, groep C) 18-18 (10-7)

45. 24.02.1979 Zaragoza (Spanje): Spanje-Nederland (B-WK, groep C) 19-14 (10-7)

46. 25.02.1979 Barcelona (Spanje): Tsjechoslowakije-Nederland (B-WK, hoofdronde-groep II) 23-14 (10-4)

47. 28.02.1979 Barcelona (Spanje): IJsland-Nederland (B-WK, hoofdronde-groep II) 28-14 (11-5)

48. 02.03.1979 Barcelona (Spanje): Bulgarije-Nederland (B-WK, hoofdronde-groep II) 22-24 (12-13)

49. 20.09.1980 Ferlach (Oostenrijk): Luxemburg-Nederland 15-22 (8-10)

50. 21.09.1980 Ferlach (Oostenrijk): Oostenrijk-Nederland (Turnier der Nationen) 18-24 (8-10)

51. 30.11.1980 Winget (Israël): Israël-Nederland 18-21 (11-8)

52. 01.12.1980 Winget (Israël): Israël-Nederland 26-19 (16-11)

53. 03.12.1980 Winget (Israël): Israël-Nederland 20-22 (10-13)

54. 19.12.1980 Valenciennes (Frankrijk): Frankrijk-Nederland (Tournoi de France) 24-23 (13-11)

55. 20.12.1980 Lille (Frankrijk): Zweden-Nederland (Tournoi de France) 27-16 (15-8)

56. 21.12.1980 Dunkerque (Frankrijk): Bulgarije-Nederland (Tournoi de France) 22-17 (9-9)

57. 05.01.1981 Neerpelt (België): België-Nederland 17-21 (7-11)

58. 21.02.1981 Valence (Frankrijk): Polen-Nederland (B-WK, groep A) 29-20 (14-12)

59. 22.02.1981 Lyon (Frankrijk): IJsland-Nederland (B-WK, groep A) 23-17 (12-8)

60. 24.02.1981 Saint-Étienne (Frankrijk): Frankrijk-Nederland (B-WK, groep A) 17-16 (7-9)

61. 25.02.1981 Besançon (Frankrijk): Oostenrijk-Nederland (B-WK, groep A) 12-14 (5-5)

62. 27.02.1981 Reims (Frankrijk): Zweden-Nederland (B-WK, groep A) 18-18 (14-8)

63. 28.02.1981 Paris (Frankrijk): Bulgarije-Nederland (B-WK, plaats 9/10) 25-20 (12-8, 18-18)

64. 26.11.1981 Győr (Hongarije): Joegoslavië-Nederland (Hungária Kupa) 34-17 (18-7)

65. 27.11.1981 Győr (Hongarije): Oostenrijk-Nederland (Hungária Kupa) 17-26 (8-13)

66. 29.11.1981 Győr (Hongarije): Hongarije-Nederland (Hungária Kupa) 31-22 (17-9)

67. 22.01.1982 Differdange (Luxemburg): Italië-Nederland (Luxemburg-Cup) 23-21 (10-9)

68. 23.01.1982 Esch-sur-Alzette (Luxemburg): Marokko-Nederland (Luxemburg-Cup) 18-28 (10-16)

69. 24.01.1982 Dudelange (Luxemburg): Luxemburg-Nederland (Luxemburg-Cup)	19-19 (11-10)

70. 27.05.1982 Rímini (Italië): Sovjet-Unie-Nederland (Torneo 6 Nazioni) 27-16 (12-7)

71. 28.05.1982 Chiaravalle (Italië): Zwitserland-Nederland (Torneo 6 Nazioni) 16-18 (4-12)

72. 30.05.1982 Chiaravalle (Italië): Italië-Nederland (Torneo 6 Nazioni) 18-22 (11-12)

73. 31.05.1982 Chiaravalle (Italië): Oostenrijk-Nederland (Torneo 6 Nazioni) 16-16 (10-7)

74. 24.09.1982 St. Pölten (Oostenrijk): DDR-Nederland (Vierländerturnier)	23-17 (11-12)

75. 25.09.1982 Perchtoldsdorf (Oostenrijk): Oostenrijk-Nederland (Vierländerturnier) 11-15 (5-7)

76. 26.09.1982 Wien (Oostenrijk): België-Nederland (Vierländerturnier) 19-19 (8-11)

77. 28.10.1982 Dieren (Nederland): Nederland-Italië (Holland Toernooi #2)	34-23 (16-9)

78. 30.10.1982 Emmen (Nederland): Nederland-Frankrijk (Holland Toernooi #2) 26-22 (12-9)

79. 26.11.1982 Åndalsnes (Noorwegen): Zwitserland-Nederland (Polar Cup) 21-15 (9-8)

80. 27.11.1982 Molde (Noorwegen): Bulgarije-Nederland (Polar Cup) 21-22 (10-13)

81. 28.11.1982 Sykkylven (Noorwegen): Noorwegen-Nederland (Polar Cup) 20-24 (9-12)

82. 16.12.1982 Dijon (Frankrijk): Frankrijk-Nederland 17-15 (8-8)

83. 17.12.1982 Montbard (Frankrijk): Israël-Nederland (Tournoi de France) 17-22 (7-11)

84. 19.12.1982 Villefranche (Frankrijk): Frankrijk-Nederland (Tournoi de France) 26-17 (15-7)

85. 01.02.1983 Tel-Aviv (Israël): Israël-Nederland 26-20 (12-5)

86. 02.02.1983 Rishon-Lezion (Israël): Israël-Nederland 17-18 (9-8)

87. 05.02.1983 Tel-Aviv (Israël): Israël-Nederland 20-18 (9-10)

88. 17.02.1983 Baden (Zwitserland): Zwitserland-Nederland 21-19 (10-7)

89. 19.02.1983 Solothurn (Zwitserland): Zwitserland-Nederland 20-20 (10-9)

90. 25.02.1983 Boxmeer (Nederland): Nederland-Tsjechoslowakije (B-WK, groep B) 8-24 (2-12)

91. 27.02.1983 Sittard (Nederland): Nederland-West-Duitsland (B-WK, groep B) 10-19 (6-9)

92. 28.02.1983 Maastricht (Nederland): Nederland-Frankrijk (B-WK, groep B) 19-19 (10-7)

93. 02.03.1983 Haarlem (Nederland): Nederland-Israël (B-WK, plaats 7-12) 16-9 (7-3)

94. 03.03.1983 Voorburg (Nederland): Nederland-België (B-WK, plaats 7-12) 22-23 (10-10)

95. 05.03.1983 Enschede (Nederland): Nederland-Bulgarije (B-WK, plaats 7-12) 22-21 (11-8)

96. 06.03.1983 Zwolle (Nederland): Nederland-IJsland (B-WK, plaats 7-12) 17-23 (5-15)

97. 30.11.1984 Pécs (Hongarije): Bulgarije-Nederland (Sopiana Kupa) 19-20 (9-10)

98. 01.12.1984 Kaposvár (Hongarije): Joegoslavië-Nederland (Sopiana Kupa) 23-25 (11-15)

99. 02.12.1984 Pécs (Hongarije): Hongarije-Nederland (Sopiana Kupa) 24-18 (12-8)

100. 03.02.1985 Emmen (Nederland): Nederland-West-Duitsland 18-16 (10-7)

101. 09.02.1985 Nederhorst den Berg (Nederland): Nederland-Frankrijk 22-19 (9-8)

102. 10.02.1985 Soest (Nederland): Nederland-Frankrijk 20-23 (8-14)

103. 15.02.1985 Elverum (Noorwegen): Noorwegen-Nederland 20-27 (10-15)

104. 19.02.1985 Oslo (Noorwegen): DDR-Nederland (B-WK, groep C) 25-11 (13-7)

105. 20.02.1985 Lillestrøm (Noorwegen): Bulgarije-Nederland (B-WK, groep C) 19-19 (12-9)
C-WK 1976, Portugal: Plaats 2 (4 wedstrijden)

B-WK 1977, Oostenrijk: Plaats 8 (2 wedstrijden)

B-WK 1979, Spanje: Plaats 7 (5 wedstrijden)

B-WK 1981, Frankrijk: Plaats 10 (6 wedstrijden)

B-WK 1983, Nederland: Plaats 9 (7 wedstrijden)
1977/78 Cup Winners’ Cup, 1/16-finale: Duijvestein Wintersport Hermes Den Haag-CS Eschois/Fola (Luxemburg) 18-13.

1977/78 Cup Winners’ Cup, 1/16-finale: CS Eschois/Fola (Luxemburg)-Duijvestein Wintersport Hermes Den Haag 13-15.

1977/78 Cup Winners’ Cup, 1/8-finale: Duijvestein Wintersport Hermes Den Haag-Strojarne Martin (Tsjechoslowakije) 14-15.

1977/78 Cup Winners’ Cup, 1/8-finale: Strojarne Martin (Tsjechoslowakije)-Duijvestein Wintersport Hermes Den Haag 21-17.

1978/79 Champions Cup, 1/16-finale: Duijvestein Wintersport Hermes Den Haag-Sporting Neerpelt (België) 18-16.

1978/79 Champions Cup, 1/16-finale: Sporting Neerpelt (België)-Duijvestein Wintersport Hermes Den Haag 26-18.

1981/82 IHF Cup, 1/8-finale: Van Eijmeren Hermes Den Haag-RK Zeljeznicar Sarajevo (Joegoslavië) 19-22.